# Ham's Harrowing Duel
Ham's Harrowing Duel è un cortometraggio muto del 1915 diretto da Chance Ward (Chance Ward).

## Produzione
Il film fu prodotto dalla Kalem Company.

## Distribuzione
Distribuito dalla General Film Company, il film - un cortometraggio di una bobina - uscì nelle sale cinematografiche USA il 6 aprile 1915.